# Xınaxlı
Xınaxlı è un comune dell'Azerbaigian situato nel distretto di Ağdaş. Conta una popolazione di 480 abitanti.